# Église morave de Sion de Basseterre
L'église morave de Sion est une église dépendante des Frères moraves située à Basseterre, à Saint-Christophe-et-Niévès.

## Historique

### Fondation de l'Église morave
En 1774, lors d'une visite en Angleterre, l'avocat américain, John Gardiner, rencontra les représentants moraves Benjamin La Trobe et John Wollin. Ayant traversé une période politiquement difficile, il commençait à désenchanté des autorités séculaires et ecclésiastiques de l'île. Il avait déjà entendu parler des résultats obtenus par les missionnaires moraves à Antigua et leur avait demandé d'envisager une entreprise similaire à Saint-Christophe-et-Niévès. Il a promis l'accès à sa propre plantation et à toute autre assistance dont ils pourraient avoir besoin.
En 1777, John Daniel Gottwalt et James Birkby furent envoyés dans le Nouveau Monde, arrivèrent à Antigua en avril et y sont restèrent six semaines pour se familiariser avec le travail parmi les esclaves. Ils arrivèrent finalement à Saint-Christophe le dimanche 14 juin 1777, accompagnés de Peter Browne de la mission d'Antigua. À leur arrivée, ils ont été choqués de constater qu’à Basseterre, le dimanche n’était pas un jour de repos et de prière mais que toutes sortes d’affaires étaient menées à bien. Gardiner les a emmenés dans son domaine à Trinity où Browne a prêché aux esclaves. Finalement, Gardiner leur présenta le commandant en chef de l'île et leur trouva une maison à College Street. Les réunions avaient lieu les dimanches et les jours de semaine et alternaient Basseterre et Palmetto Point. L’opposition des planteurs s’est vite dissipée quand on s’est rendu compte que les missionnaires n’encourageaient pas la rébellion mais insistaient plutôt sur l’obéissance et le devoir. Ils avaient même des travailleurs esclaves qui les servaient. 

### Conquête française
En 1782, l'île est envahie et capturée par les Français mais il n'y eut pas de persécution des moraves grâce à John Gardiner, nommé procureur général par le gouvernement français. Elle est restituée aux anglais par le Traité de Versailles en 1783.

### Agrandissement de la congrégation et nouvelle église
En 1788, la congrégation comptait 200 personnes et un lieu de culte plus grand était recherché. La première pierre a été posée le 21 mai 1789 et l’église a été consacrée le 11 octobre. Au fur et à mesure que la congrégation de Basseterre grandissait, des projets d'activités à Cayon et à Sandy Point ont été lancés. Le manque de personnel entravait la diffusion de l'enseignement religieux morave dans les différentes communautés mais, en 1825, des écoles du dimanche sont ouvertes à Basseterre et à Cayon et les élèves, y compris les enfants des esclaves, peuvent y apprendre à lire.
En accueillant les esclaves dans leur congrégation, les frères moraves leur ont offert la possibilité de se rendre à l'église et d'apprendre à lire et à écrire. Il devint alors rapidement nécessaire de fonder un lieu de culte plus grand, d'autant plus que l'ancien bâtiment avait également subi des dégâts dû aux ouragans, inondations et des tremblements de terre et qu'il avait désespérément besoin de réparations. Une épidémie de fièvre jaune a retardé le début des travaux sur la nouvelle structure, en particulier après la mort rapide de quatre missionnaires. Le 4 décembre 1837, une nouvelle école a été créée à Basseterre et inaugurée le 16 octobre 1838. Enfin, le 16 juin 1841, le gouverneur Cunningham posa la première pierre de la nouvelle église qui put accueillir les fidèles pour la première fois le 30 avril 1842. Vingt ans plus tard, un orgue fut installé par Henry Booth. 

### Catastrophes naturelles auxXIXeetXXesiècles
En 1843, un tremblement de terre endommagea de nouveau le bâtiment mais le plus désastre se produisit en janvier 1880 lorsque Basseterre fut inondé. Plusieurs autres tremblements de terre se produisirent au XXe siècle, notamment en 1952. En 1971, l'église a dû fermée et le toit réparé. Les ouragans de 1989 et 1998 ont causé de nouveau des dommages à l'édifice qui durent être restaurés.
En 1948, une nouvelle cloche est arrivée à l'église et plus tard cette année-là, MM. H. B. Thompson et Annie Baker ont fait don d'une horloge en mémoire de Mary Davis. En 1955, les soufflets de l'ancien orgue manipulés à la main ont été motorisés.

### Le progressisme chez les Frères moraves
L'Église morave s'est ouverte, comme beaucoup de dénominations protestantes, à un certain nombre d'évolutions.. En 1920, l’église morave de Sion eut son premier pasteur afro-caribéen, le révérend Archibald Theodore King, remplacé en 1922 par le révérend Walter Mansfield Williams qui, lors des troubles du travail de 1935, était l'un de ceux qui tentaient de calmer la situation. En 1953, Maud Gubi devint la première femme révérend à l'église.

## Architecture
Sa caractéristique la plus impressionnante est peut-être ses très hautes fenêtres. Son intérieur est modeste et épuré.